# Miki Itō (sciatrice)
Miki Itō ( (伊藤 みき?, Itō Miki); Hino, 20 luglio 1987) è una sciatrice freestyle giapponese, specialista delle gobbe.

## Biografia
In Coppa del Mondo ha esordito il 14 febbraio 2004 a Inawashiro (24ª), ha ottenuto il primo podio il 20 febbraio 2009 a Myrkdalen-Voss (3º) e la prima vittoria il 24 febbraio 2013 a Inawashiro.
In carriera ha partecipato a due edizioni dei Giochi olimpici invernali, Torino 2006 (20ª nelle gobbe) e Vancouver 2010 (12ª nelle gobbe), e a quattro dei Campionati mondiali, vincendo tre medaglie.

## Palmarès

### Mondiali
- 3 medaglie:
  - 3 argenti (gobbe in parallelo a Inawashiro 2009; gobbe, gobbe in parallelo a Voss-Myrkdalen 2013)

### Giochi asiatici
- 2 medaglie:
  - 1 argento (gobbe a Almaty-Astana 2011);
  - 1 bronzo (gobbe in parallelo a Almaty-Astana 2011).

### Coppa del Mondo
- Miglior piazzamento in classifica generale: 18ª nel 2009
- 5 podi:
  - 1 vittoria
  - 2 secondi posti
  - 2 terzi posti

#### Coppa del Mondo - vittorie
| Data             | Luogo      | Paese    | Disciplina |
| ---------------- | ---------- | -------- | ---------- |
| 24 febbraio 2013 | Inawashiro | Giappone | DM         |

Legenda:

DM = gobbe in parallelo

### Campionati giapponesi
- 9 medaglie[1]:
  - 4 ori (gobbe, gobbe in parallelo nel 2009; gobbe, gobbe in parallelo nel 2013)
  - 4 argenti (gobbe nel 2006; gobbe nel 2007; gobbe, gobbe in parallelo nel 2008)
  - 1 bronzo (gobbe in parallelo nel 2004)